# Roblón sólido

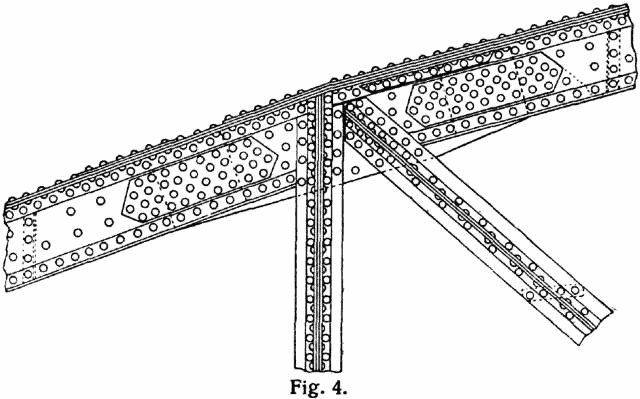
Estructura metálica de construcción a base de roblones sólidos.

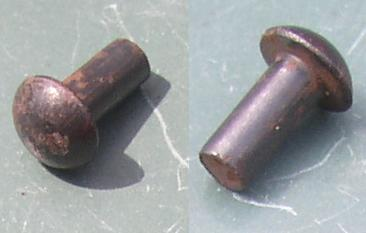
Roblones sólidos de cobre en estado de suministro

Un roblón sólido es un elemento mecánico de unión no desmontable de dos piezas planas. Está formado por un eje y una cabeza. Para fijar las dos piezas planas se debe efectuar un orificio en ambas caras. Posteriormente se hace pasar el roblón sólido a través del agujero y se deforma plásticamente el extremo del eje, de forma que ya no se puede desmontar.

## Materiales
En la actualidad se pueden encontrar en el mercado roblones de distintas geometrías y distintos materiales. Para cada aplicación será mejor elegir una tipología de roblón u otra. En función de los esfuerzos que tenga que soportar un roblón se deberá escoger el material adecuado. Además, se deben tener en cuenta las condiciones de presión, temperatura y comportamiento a fatiga de dicho material. Otro factor a tener en cuenta en uniones heterogéneas metálicas (diferente material) es la posibilidad de corrosión por par galvánico.
- Aluminio y sus aleaciones

Se usan por su bajo peso en aplicaciones de la industria aeroespacial que no requieran grandes solicitaciones. Las más comunes son las aleaciones de Aluminio 2017, 2024, 2117, 7050, 5056, 55000 y V-65.
Hasta los años 70, la industria aeroespacial trabajó mayormente con roblones sólidos de aleación de aluminio con un tratamiento. Esto proporcionaba a los roblones demasiada rigidez, lo cual dificultaba su supervisión y aplicación de técnicas de análisis no destructivos (detección de grietas en fase de crecimiento, deformaciones plásticas lentas, etc.) A partir de entonces, se comenzó a dar tratamientos de recocido al aluminio. El problema es que debían ser instalados en menos de 2 horas, ya que de lo contrario se producía un endurecimiento. Una opción para evitar este endurecimiento era almacenarlos a una temperatura de -20 °C.
- Titanio y sus aleaciones

Se usan en el mismo campo que los anteriores, pero con la particularidad de poder soportar mayores esfuerzos con el mismo tamaño de roblón y poder resistir altas temperaturas sin mermar sus cualidades.
- Acero al carbono

Son los más utilizados a lo largo de la historia y actualmente. A igualdad de tamaño son entre 3 y 4 veces más pesados que los anteriores, lo que los desaconseja para su uso en vehículos. Se suelen utilizar en el ámbito de la construcción, maquinaria y decoración.
- Cobre

Fáciles de montar gracias a la ductilidad del material. Soportan esfuerzos bajos.
- Níquel

Las más comunes son las aleaciones de las familias Monel e Inconel.
- Bronce

Fáciles de montar, gracias a la ductilidad del material. Soportan esfuerzos medios-bajos.
- Aleaciones de acero

Dentro de este campo existen multitud de aleaciones distintas en función de la aplicación deseada, ya sea resistencia a la corrosión, a la oxidación, a la temperatura, etc. Dentro de este campo se pueden destacar el acero inoxidable serie 3XX, muy utilizado en aplicaciones de la industria alimentaria (tanques y recipientes) y el acero de alta temperatura A286, muy utilizado para aplicaciones de alta temperatura como hornos y quemadores.

## Variantes Geométricas
Entre las variantes geométricas más comunes podemos encontrar:
- Roblón sólido de cabeza redonda (DIN-124, DIN-660, JIS-B1213, ISO-1054)

- Roblón sólido de cabeza avellanada (DIN-302, DIN-661, JIS-B1213)

- Roblón sólido de cabeza avellanada redondeada (DIN 662). También conocido como roblón de cabeza de sebo.

- Roblón sólido de cabeza redonda aplanada (DIN 674)

- Roblón sólido de cabeza avellanada aplanada (DIN 675)

En la siguiente figura se pueden observar las variantes geométricas citadas:

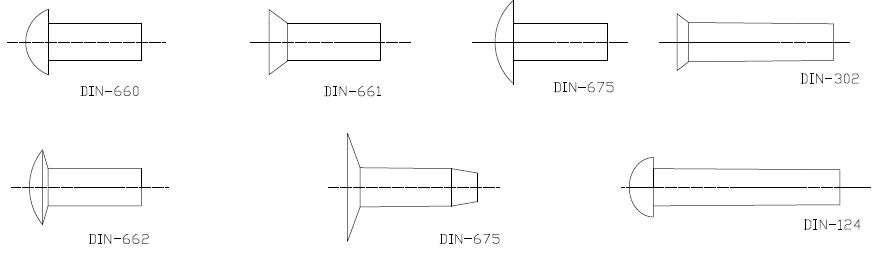
Dos roblones.

Las referencias a normativa anteriores son para unidades métricas. Para unidades imperiales consúltese la norma ANSI.B18.1.1 (pequeños diámetros) y ANSI.B18.1.2 (grandes diámetros).

## Aplicaciones

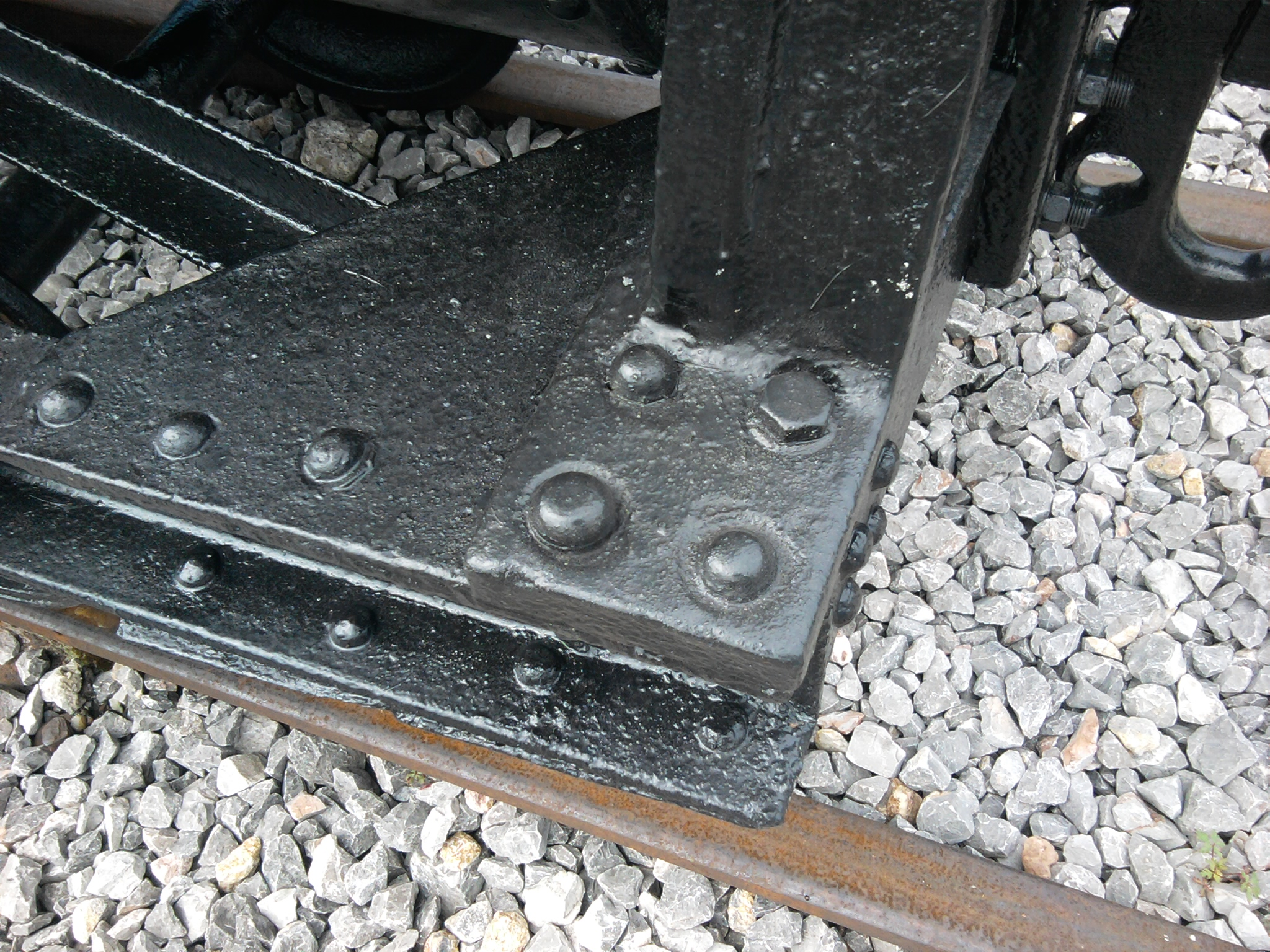
Roblones sólidos en una vagoneta de ferrocarril.

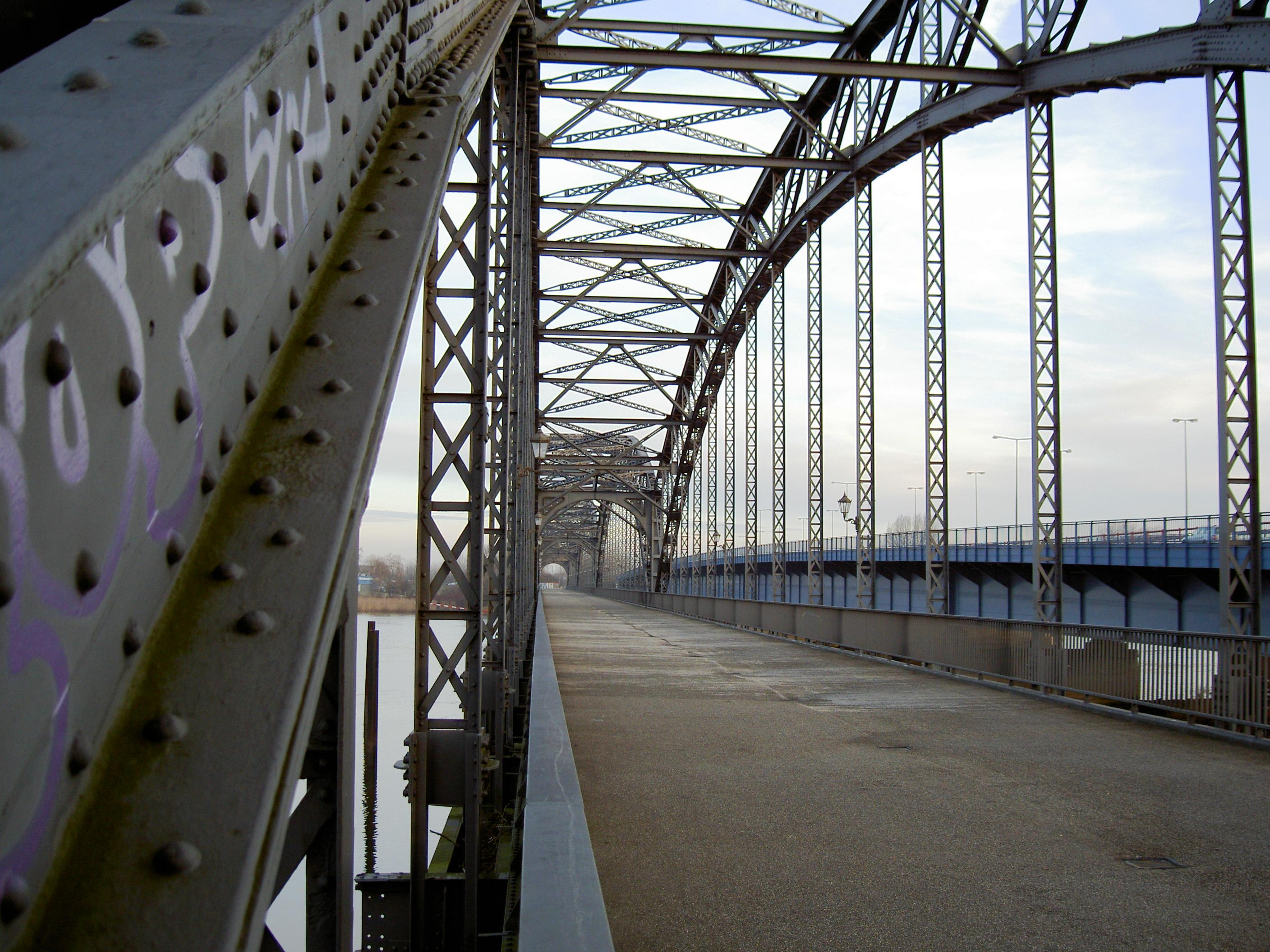
Puente metálico unido mediante roblones sólidos (Hamburgo, Alemania).

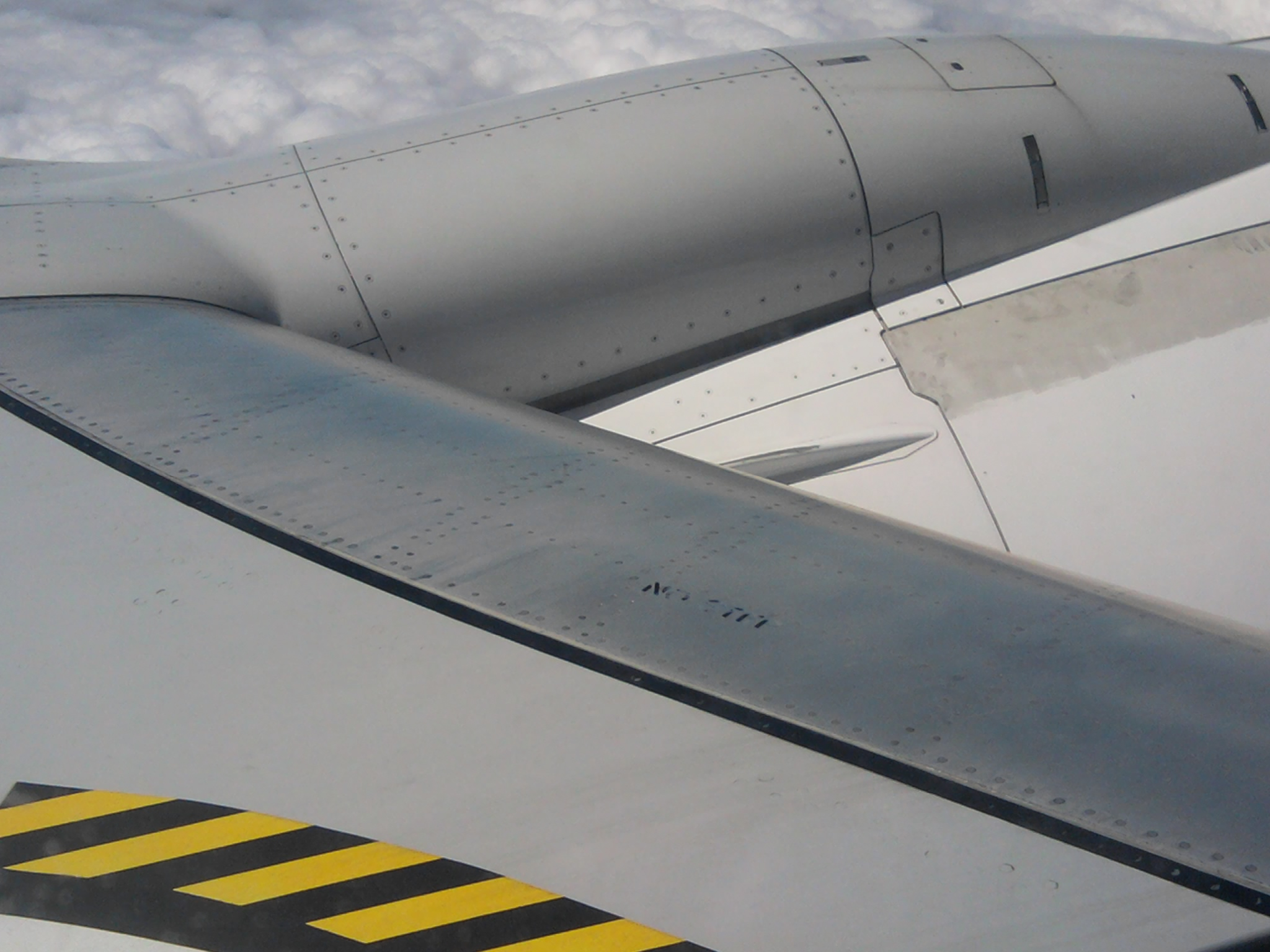
Roblones en el ala de un avión comercial Boeing 737-800.

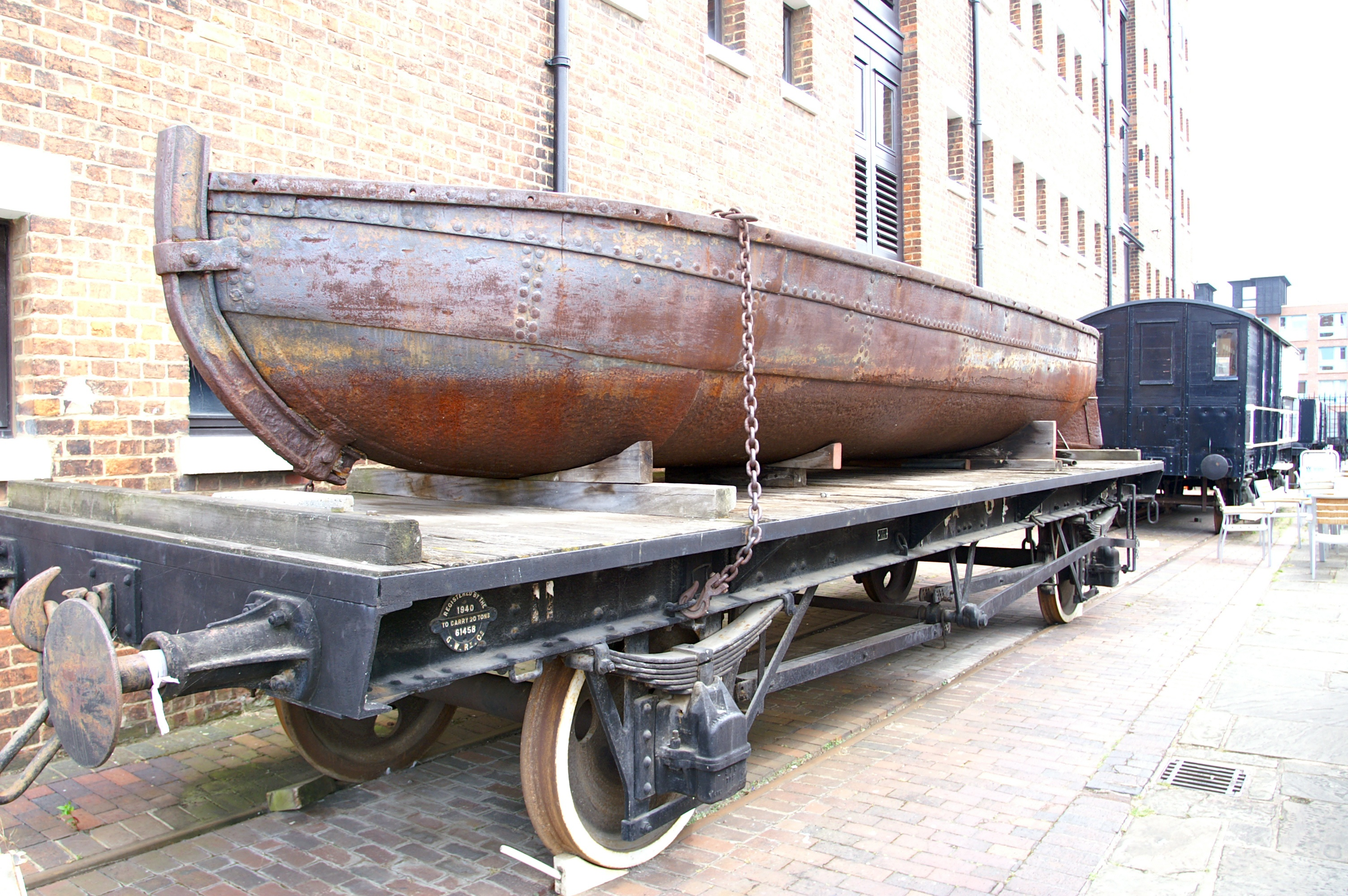
Roblones en el casco de una barca metálica.

El campo de aplicación de los roblones sólidos es muy variado. A continuación se exponen los ámbitos de aplicación más representativos.
- Construcción: Se han empleado roblones sólidos para la construcción de estructuras metálicas, como pueden ser puentes, pórticos y naves.

- Maquinaria: Antiguamente se utilizaban roblones sólidos en lugar de pernos o soldadura para determinadas uniones de máquinas

- Industria aeroespacial: Empleado en el fuselaje y otros elementos estructurales internos de los aviones.

- Decoración: Se emplean roblones de forma decorativa cuando se pretende dar un aire antiguo a un elemento. Su uso decorativo más frecuente es en las rejas de forja.

## Características
De un modo general, se pueden definir unas características preliminares de los roblones sólidos, que son las siguientes:
- Posibilidad de unir materiales diferentes

- No es adecuado para grandes espesores

- Resistencia inferior a la que se puede conseguir con un perno, debido a la inexistencia de pretensado

- Unión no desmontable. Para ser desmontada requiere ser destruida.

- Unión no estanca, aunque se pueden adoptar soluciones válidas introduciendo un casquillo polimérico para proporcionar estanqueidad.

A partir de aquí se tratan distintos aspectos importantes acerca de los roblones sólidos.

## Unión de las piezas
El proceso de unión de dos piezas mediante roblones sólidos es un proceso complejo. Se requiere tener acceso por ambas caras de la pieza. Se puede realizar de forma automatizada o de forma manual. A continuación se expone el método de montaje manual de uniones de roblones sólidos.
1. Montaje preliminar. se montan las dos piezas a unir y se hace pasar el roblón sólido a través del hueco. Se debe tener en cuenta que el agujero debe ser ligeramente mayor que el roblón (no debe haber ajuste).
2. Se unen las dos piezas a unir, sin utilizar el roblón.
3. Se corta el roblón a medida (eliminación del sobrante). Se deben tener en cuenta las recomendaciones del fabricante para el montaje adecuado. En caso de no disponer se podría realizar un cálculo teniendo en cuenta que el volumen del roblón antes y después de la deformación es el mismo.
4. Se deforma longitudinalmente el roblón, produciendo deformación plástica y consiguiendo que rellene todo el hueco del agujero libre.
5. Se da una preforma a la cabeza, para evitar pliegues o defectos en siguientes fases.
6. Se deforma la cabeza del roblón mediante dos moldes.
7. Se retira el utillaje y se le da el acabado si es necesario (pulido, pintado, etc.)
Sobre la base de todo lo expuesto anteriormente, se puede ver que no es un proceso sencillo. Se requiere de utillaje para realizar de forma correcta la unión. Se requieren fuerzas elevadas para la deformación del roblón, lo cual dificulta todavía más el proceso, por la necesidad de una prensa hidráulica o de un operario martilleando.

## Desmontabilidad, posibilidad y frecuencia de desmontaje
Los roblones sólidos no son desmontables, ya que el proceso de unión está basado en la deformación plástica de los mismos.
Las piezas a unir y el roblón quedan con interferencia dimensional, sin deformaciones curvas. El roblón rellena completamente el agujero, debido a su expansión por deformación plástica.
Los roblones raramente son desmontados, ya que no pueden ser desmontados fácilmente. Solo se desmontan en el caso de que hayan sufrido una deformación plástica, se haya observado una grieta en el mismo o en algunas ocasiones que hayan llegado al fin de su vida útil segura.
Para desmontarlos hay que eliminar la cabeza de uno de los lados. En la mayor parte de los casos con esto puede ser suficiente y el roblón saldrá por sí solo, con unos golpes de martillo o con una prensa hidráulica. En caso contrario, se puede practicar un taladro longitudinal que atraviese el roblón. Si se realiza esto último hay que tener cuidado de no taladrar nada que no sea el roblón, ya que deberíamos sustituir el roblón por uno de mayor diámetro. Una práctica frecuente es sustituir un roblón por un perno, ya que en la actualidad este tipo de unión es mucho más conocida y desempeña su función de forma similar.

## Nivel de seguridad
El nivel de seguridad actual de los roblones sólidos es muy alto. Se están utilizando roblones sólidos para realizar uniones de responsabilidad de diferentes componentes. La principal baza de este tipo de uniones es la posibilidad de ser inspeccionados mediante técnicas de ensayos no destructivos. Se tienden a fabricar de materiales que tienen un límite de rotura y una elongación de rotura altos, de forma que la fractura no es frágil, sino dúctil. Esto es muy importante desde el punto de vista de la seguridad ya que la unión muestra síntomas de daños antes de la rotura final. Este comportamiento es muy importante de cara a soportar esfuerzos continuados a fatiga. 
Además, las uniones por roblones, al contrario de las uniones roscadas, no se pueden aflojar por vibraciones, es por ello que los roblones desempeñan tareas de unión en entornos con presencia de vibraciones.
Otro aspecto a favor de los roblones sólidos con respecto a las uniones roscadas es la no existencia de cambios de sección. Cada surco de la rosca constituye un concentrador de tensión y, por tanto, un punto candidato a convertirse en una grieta.

## Esfuerzos a soportar: tipo y valor
Los roblones (y remaches) están pensados para trabajar resistiendo el esfuerzo cortante. No obstante, en algunas ocasiones también puede trabajar a tracción. A continuación se exponen los fallos más típicos de los roblones y las fórmulas para calcular el material y el diámetro del roblón.

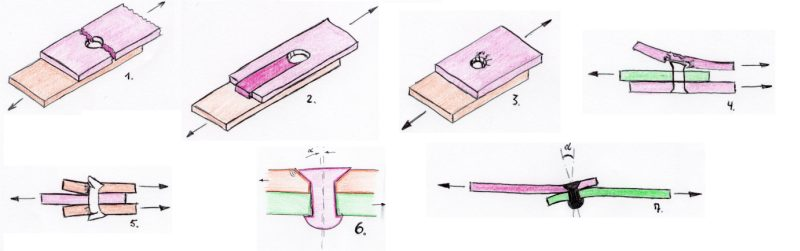

- Fallo por cortadura del roblón sólido.

Como su nombre indica consiste en el corte transversal del roblón sólido. Es el fallo más crítico del roblón. El criterio de diseño se calcula como:
{\displaystyle \tau ={\frac {F}{N\cdot A}}={\frac {F}{N\cdot {\frac {\pi d^{2}}{4}}}}\leq S_{sy}}
siendo n el número de secciones que trabajan a cortante (ver figura inferior), d el diámetro del remache, y  {\displaystyle S_{sy}} la tensión de fluencia a tracción.
- Fallo por aplastamiento del roblón sólido.

Consiste en el aplastamiento de las caras laterales del remache debido a la compresión realizada por las chapas. La distribución de tensiones es compleja, por lo que se
considera un modelo simplificado, según el cual, la tensión se obtiene considerando, como área resistente a compresión, la proyección diametral del área de contacto. La tensión de
aplastamiento más desfavorable estará en la chapa más delgada. El criterio de diseño para evitar este fallo se calcula como:
{\displaystyle \sigma _{aplastamiento}={\frac {F}{A_{ap}}}={\frac {F}{d\cdot t_{min}}}\leq \sigma _{adm}}
siendo {\displaystyle t_{min}} el espesor de la chapa más delgada, d el diámetro del remache.

## Ambiente de trabajo
Los roblones sólidos están adaptados a una multitud de condiciones de trabajo. De hecho son en ocasiones utilizados para trabajar en condiciones muy adversas.
- Temperatura: la temperatura de trabajo de un roblón sólido está directamente relacionada con el material del roblón y de la matriz. Se debe prestar especial atención a no sobrepasar la temperatura de fluencia del roblón, para evitar fallos prematuros. Para el caso de materiales que trabajen mal a bajas temperaturas, se deben tener en cuenta cuales son las condiciones de transición de estructura a bajas temperaturas (como sucede en el acero, en polímeros, etc.)

- Presión: los roblones sólidos trabajan bien a presión. No obstante, cuando lo que se quiere lograr es estanqueidad de recipientes a alta presión no son la mejor solución, ya que los roblones sólidos en general no son estancos. En estos casos, se debería optar por otros tipos de uniones estancas, como soldadura.

- Corrosión: se debe prestar especial atención a la corrosión por par galvánico cuando se tiene una unión roblón-matriz heterogénea, es decir, de diferentes materiales. Se deberá intentar que las uniones sean homogéneas y, en caso de no ser posible, realizar uniones entre materiales compatibles o incluir separadores. Otro factor a tener en cuenta es la posibilidad de penetración de humedad en pequeños huecos internos que queden al conformar la unión, que pueden corroer internamente la unión.

## Diversidad de materiales a unir.
Se pueden unir multitud de materiales con roblones sólidos. Se pueden unir chapas de metales (acero, aluminio, latón, cobre, etc.), láminas de materiales compuestos (materiales a base de fibras de carbono, plásticos reforzados, etc.) o incluso materiales naturales como cuero. En el caso de uniones de metales diferentes, se debe tener en cuenta la compatibilidad de los metales en cuanto a corrosión galvánica.

## Apariencia
La apariencia de un roblón sólido viene determinada fundamentalmente por la forma de la cabeza del mismo. Las cabezas con forma esférica son muy visibles una vez montadas. Si lo que se quiere es que la unión quede oculta después de ser montada, se puede optar por la instalación de una cabeza avellanada, solución que es muy utilizada en la industria aeronáutica. 
En ocasiones se instalan roblones sólidos cuando se desea conseguir una determinada apariencia exterior, con un estilo antiguo. Esto se utiliza por ejemplo en verjas decorativas de forja y otros elementos decorativos que se pueden encontrar en la vía pública.

## Coste
Los costes de los roblones sólidos dependen fundamentalmente del material del que estén fabricados y del método de montaje.
Con respecto al tipo de material, cabe destacar que existen multitud de materiales para roblones sólidos, que van desde el acero hasta las aleaciones de titanio. Los tratamientos térmicos pueden encarecer todavía más las piezas.
Con respecto al método de montaje, se debe hacer hincapié en la relación directa que hay entre los costes de montaje y los tiempos de montaje unitarios. El montaje manual resulta muy caro y solo es rentable en reparaciones o series muy cortas. El montaje automatizado es la mejor solución para grandes series, ya que el tiempo de montaje es muy pequeño.
Para más información se pueden consultar guías de precios en la bibliografía.